# Driglam Namzha

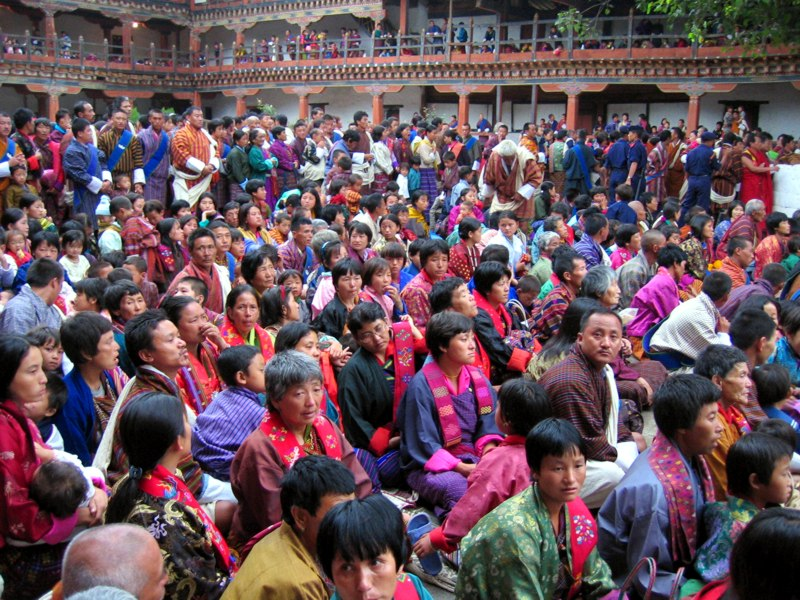
Peuple bhoutanais au festival Wangdi Phodrang

Le driglam namzha est le code officiel sur l'habillement et le comportement du royaume du Bhoutan. Il régit la façon dont les citoyens doivent s'habiller en public et se comporter dans un contexte officiel. Il règle également certains aspects culturels comme l'art et l'architecture. Sa transcription en Français pourrait être "Les règles de base pour un comportement discipliné".

## Histoire du driglam namzha
Le Driglam namzha prend directement sa source dans les déclarations de Shabdrung Ngawang Namgyal, fondateur du pays, au XVIIe siècle. Doté d'un charisme unique et tourné vers l'avenir, le Shabdrung a cherché à unifier le pays du point de vue culturel aussi bien que politique. Il a établi les directives de construction des forteresses caractéristiques du Bhoutan, les dzongs. Il a également établi nombre des traditions du tshechu ou festival régional, telles que des danses sacrées spécifiques (connues sous le nom de cham). Ces directives ont volontairement été codifiées pour encourager l'émergence d'une identité bhoutanaise spécifique.
En 1989 le code vestimentaire, qui était jusque-là recommandé, est devenu obligatoire ; à la suite de quoi, tous les citoyens ont dû observer le code vestimentaire en public durant les heures travaillées. Ce décret a été mal ressenti par les Hindous Lhotshampa dans le sud du pays qui n'apprécient pas de devoir porter le costume des montagnards Ngalop. Peu de temps après, environ 80 000 Lhotshampas ont dû quitter le pays en tant qu'étrangers sans papiers et résident désormais dans des camps de réfugiés au Népal.

## Habillement
Suivant le driglam namzha, les hommes portent une lourde robe (appelée un gho) descendant aux genoux et serrée par une ceinture, nouée de manière à former une poche au niveau du ventre. Les femmes portent un chemisier coloré par-dessus lequel elles nouent et serrent un grand morceau de tissu rectangulaire appelé kira, créant ainsi une robe allant jusqu'aux chevilles. Une courte veste de soie (ou toego) peut être portée par-dessus le kira. Les ghos et kiras de tous les jours sont en coton ou en laine selon la saison, décorés de formes de couleur pastel. Lors des grandes occasions ou lors de festivités, on peut trouver des kiras de soie colorée, et plus rarement des ghos.
Des règles supplémentaires s'appliquent pour se rendre dans un dzong ou un temple, ou pour se présenter devant un officiel de haut rang -- les hommes du peuple portent un bandeau blanc (kabney) de l'épaule gauche à la hanche opposée, les autres couleurs étant réservées aux officiels et aux moines. Les femmes portent un fin morceau de tissu brodé sur l'épaule gauche, le rachu.

## Architecture
Le Driglam namzha codifie les règles traditionnelles de construction des forteresses sacrées, les  dzongs. On ne dresse pas de plan, les clous ne sont pas non plus autorisés dans la construction. Sous la direction d'un lama inspiré, la forteresse est construite par les citoyens dont la participation fait partie des 'taxes' dues à l'état.